# Lorenès
El lorenès (lorrain a França o gaumais a Bèlgica) és una llengua romànica classificada al grup de les llengües d'oïl. Es parla a la regió de la Lorena (França) i a altres zones limítrofes. El seu nombre de parlants és desconegut, però tot indica que està en greu perill d'extinció, bàsicament a causa del fenomen de la dissolució lingüística. A França, no es beneficia de cap legislació a nivell general.

## Localització
Es parla a la Lorena (França), que fa frontera amb l'Alsàcia per l'oest. La frontera lingüística entre el lorenès i l'alsacià segueix la delimitació entre les dues regions fins a l'alçada de Lutzelhouse, on el lorenès s'interna en territori alsacià, de manera que també es parla a diverses zones de les altes valls dels Vosges i a Courtavon, a l'extrem sud del país. També són de parla lorenesa l'alta vall del Bruche des de Lutzelhouse, l'alta vall del Giessen i la zona de Liepvre (varietat vosgesa). A la localitat de Sainte-Marie-aux-Mines, entre d'altres (varietat welche) hi ha una situació de bilingüisme amb l'alsacià. El nombre de parlants del lorenès a l'Alsàcia és d'uns pocs milers. El lorenès també es parla a determinades zones de Bèlgica, especialment a la regió del Gaume.

## Varietats geogràfiques
L'observatori lingüístic Linguasphere distingeix set variants del lorenès :
- argonès (parlat a Argonne, Woëvre i les Ardenes franceses, Mosa, Meurthe i Mosel·la)
- longovicià (Longwy, Longuyon, Meurthe i Mosel·la nord)
- gaumès (arrondissement de Virton, província de Luxemburg, Bèlgica)
- messí (Metz, país Messí i tota el Mosel·la francòfona)
- nanceiès (Nancy, sud de Meurthe i Mosel·la)
- epinalià (Épinal, Vosges centrals)
- deodatià (Saint-Dié-des-Vosges, Alts Vosges)

Des de 1870, els membres de l'Acadèmia Stanislas de Nancy han trobat 132 variants de lorenès entre Thionville al nord i Rupt-sur-Moselle al sud.

## Normativització
Sense cap normativa generalment acceptada.

## Ensenyament
No és present a cap escola pública ni privada. La Universitat de Nancy tenia programat un curs de lorenès l'any 2003.

## Estatus legal
El lorenès no té cap mena d'estatus oficial ni a l'Alsàcia ni a la Lorena, però Bèlgica l'ha reconeguda recentment com a "llengua regional de Valònia" amb el nom de gaumais.

## Característiques

### Fonètica
La síl·laba tònica sempre és la darrera.

#### Vocals
Té un sistema vocàlic amb duplicitat entre vocals orals i nasals. La nasalització, però, no és tan marcada com en francès i la trobarem poc sovint.
El fenomen de l'allargament vocàlic consisteix a fer durar un timbre vocàlic uns mil·lisegons més que la resta. Així, en lorenès tindrem vocals llargues i vocals breus. Són llargues, d'una banda, les vocals en posició tònica, i de l'altra, les nasals en qualsevol posició. Les vocals llargues s'oposen a les breus i distingeixen paraules.
Hi ha molt poques paraules que acabin en vocal, i encara que s'escrigui, moltes vegades no es pronuncia.

#### Consonants
Pel que fa a les consonants, ens podem fixar en el fet que moltes paraules comencen per la u amb valor consonàntic [w]. En català és poc comú, però existeix en paraules com quatre, cauen i meua. En posició inicial potser només podríem trobar-la en manlleus. Doncs en lorenès hi ha moltes paraules que comencen per aquesta consonant, com ara uarder (mirar) i uepe (vespa). Els lingüistes assenyalen que és un dels molts casos on s'evidencia la influència de les llengües germàniques en el lorenès. I és que viu en contacte amb llengües com l'alsacià, el luxemburguès, l'alemany i el neerlandès.
És típic del lorenès el so aspirat [h], que apareix molt sovint entre vocals en paraules com poihon [pwahɔ̃] (peix).
Les r es pronuncien fent vibrar l'úvula, com en francès i les inicials portugueses. Es representa amb el signe [ʀ].
La ch i la g són africades i no fricatives, és a dir, que tenen una oclusiva al davant. Es pronuncien com en català cotxe i formatge i no com a caixa i jardí.
Les llengües del seu voltant desenvolupen una d epentètica quan una consonant està en contacte amb la r. Com ara el divendres, que té aquesta d afegida amb posterioritat entre aquesta combinació de consonants. Tant el francès com el català la desenvolupen sovint. El lorenès, en canvi, conserva aquestes paraules sense aquesta consonant, com en algunes variants del català on es diu divenres, tenre i vinrà. Divendres en lorenès és venredi.
Les úniques consonants finals que poden ser sonores són les nasals, que no tenen parella de sorda. La resta s'ensordeixen en posició final. Per exemple, la paraula llebre en lorenès és lièfe ['ljɛf]. Si bé als derivats aquesta [f] és sonora, és a dir, una [v], a lièfe és sorda. En totes les paraules, la consonant sonora deixa de pronunciar-se sonora quan agafa la posició final.

### Gramàtica
És una característica essencial en les llengües romàniques l'ús d'un article que, en contacte amb una preposició, crea formes pròpies.
Contraccions
| Català      | Lorenès |
| ----------- | ------- |
| del         | di      |
| de la       | d'lè    |
| dels/de les | des     |
| al          | â       |
| a la        | è lè    |
| als         | ês      |

La negació es forma amb l'adverbi ne seguit del verb a negar i es tanca amb l'adverbi mie.